# Вишкіл
Вишкіл — це ретельне прищеплення будь-яких навичок, привчання до дисципліни. Вишкіл — слово українського походження, яке утворилося від дієслова «вишколити», а те своєю чергою від слова «школа». До синонімів слова вишкіл можна віднести слова муштра або тренування. Також це слово означає навчання, причому вживається найчастіше саме в «військовому» сенсі — тобто не тільки в плані навчання людей знань, а й так званої «військової постави», тобто вміння рівно тримати спину, ходити строєм і т. д.
У військовій сфері можна трактувати як стройова підготовка. Вишкіл — це специфічне, вузькоспрямоване засвоєння теоретичних і тренування практичних навичок групи людей від двох днів і до кількох тижнів на різних місцевостях, при різних погодних умовах, в різні пори року — в залежності від того, якого результату бажають досягти організатори та інструктори.

## Організації

### Минуле
Вишколи були невіддільною частиною для підготовки кваліфікованих кадрів до рядів: Української Народної республіки, ЗУНР, УГА, УСС. Вишколами не лише перевіряли готовність людини приєднатися до лав організації, їх часто проводили й для дійсних членів організацій і для тих, хто вже тривалий час є членом організації, для того, щоб тримати тіло і розум в тонусі, щоб бійці могли не втрачати своїх навичок, а ще набували нових.

### Сьогодення
Сьогодні теж існує багато організацій, невіддільною частиною яких є вишколи, обов'язкові чи добровільні для членства. Прикладами таких організацій є «Дух Нації», «Пласт», МНК, Січ, Сокіл, YMCA, УАЛ. Також набувають популярності різні спеціалізовані вишколи, метою яких є «Забезпечення життєдіяльності в екстремальних умовах природного (виживання)», що дає повне уявлення про способи виживання в практично будь-яких обставинах. У цих вишколах будь-хто має змогу відбути навчання військового типу декілька днів.

## Типи вишколів
Вишколи можна класифікувати на різні групи за географічним положенням(місце проведення), за тематикою за форматом і т. д.

### За географічним положенням

#### Сухопутні
Стаціонарного або мандрівного типу.
Місце проведення:
- Гори
- Пустеля
- Інше

#### Морські
Так само як і сухопутні можуть бути стаціонарного чи мандрівного типу.
Місце проведення:
- Море
- Річка
- Озеро
- Інші водойми

#### Авіаційні
Переважно проводяться на аеродромах чи військових базах.

#### Комбіновані
У них може поєднуватися декілька типів. Від двох типів і більше.

### За тематикою
1. Військові — вишколи, які проводяться серед військовослужбовців у цілому світі. Військові вишколи є найжорсткішими і найсуворішими.

Приклади військових вишколів: Зелені берети, Крапові берети, Білі берети і т. д.
1. Скаутські — у світі, зокрема і в Україні. Найбільш відомі: «Пласт» і МНК.
2. Громадські (соціальні) — проводяться серед людей, які необов'язково мають бути членами певної організації чи перебувати на військовій службі. Такі вишколи зазвичай спрямовані на підняття національної свідомості чи набуття теоретичних і практичних навичок у певній сфері.
3. Мистецькі — спрямовані на розвиток культури в усіх її проявах і підвищення рівня зацікавленості і обізнаності людей у сфері культури. Можуть бути пов'язані з живописом, танцями, музичним мистецтвом, літературою і т. д.
4. Спортивні — спрямовані на популяризацію здорового способу життя і фізичного розвитку у суспільстві.
5. Освітні — спрямовані більшою мірою на інтелектуальний розвиток суспільства.

## Структура
Кожен вишкіл має організаторів (інструкторів) та учасників. Деякі скаутські організації у своїй вишкільній системі досі використовують устрій, який панував за часів козаччини і визвольних змагань: осавул, сотник, чотовий, ройовий і т. д.